# Giorgio Coda
Giorgio Giuseppe Antonio Maria Coda (Torino, 21 gennaio 1924 – Torino, 23 maggio 1988) è stato uno psichiatra italiano.
Divenne noto come "l'elettricista" (oppure anche "l'elettricista di Collegno" per analogia con lo smemorato di Collegno) per il suo uso improprio, e talvolta abuso, della tecnica dell'elettroshock. È stato vicedirettore dell'ospedale psichiatrico di Collegno e direttore di villa Azzurra (struttura per bambini), a Grugliasco (Torino). Fu processato nel periodo 1970-1974 per maltrattamenti con relativa condanna a cinque anni di detenzione, al pagamento delle spese processuali e all'interdizione dalla professione medica per cinque anni.
Il "trattamento medico" consisteva nell'applicazione di scariche di corrente elettrica durature ai genitali e alla testa che non facevano perdere coscienza al malato pur provocandogli lancinanti dolori e che avrebbero dovuto, secondo Giorgio Coda, curare il paziente. Il trattamento era chiamato da Coda "elettroshock" o "elettromassaggio" a seconda che venisse praticato alla testa o ai genitali. Altre volte, la parola elettromassaggio era usata come sinonimo di elettroshock. Il trattamento era praticato quasi sempre senza anestesia e, a volte, senza pomata e gomma in bocca, facendo così saltare i denti al paziente. Giorgio Coda, durante il processo, ha ammesso di aver praticato circa 5000 elettromassaggi, senza mostrare alcun segno di pentimento.
Il trattamento di cui sopra era praticato anche su alcolisti, tossicodipendenti, omosessuali e masturbatori, e generava un fortissimo senso di paura, tale da far desistere i pazienti, perlomeno temporaneamente. Il processo e la sentenza, raccolti e analizzati nel libro Portami su quello che canta del giornalista Alberto Papuzzi, hanno messo in luce il carattere coercitivo e punitivo degli elettromassaggi, i quali non erano strumenti di cura ma atroci strumenti di tortura e punizione usati anche su bambini.
Alcune morti sospette durante l'elettroshock e alcuni suicidi verificatisi negli istituti hanno fatto nascere il sospetto che possano essere stati provocati dalla paura della sofferenza dei trattamenti ripetuti.
Pur essendo un fatto di cronaca privo di connotazioni politiche, il caso fu ai suoi tempi interpretato da taluni in chiave politica, secondo le chiavi interpretative del Novecento. In quest'ottica, il medico "borghese" si accaniva contro le fasce più deboli del "proletariato".

## Biografia

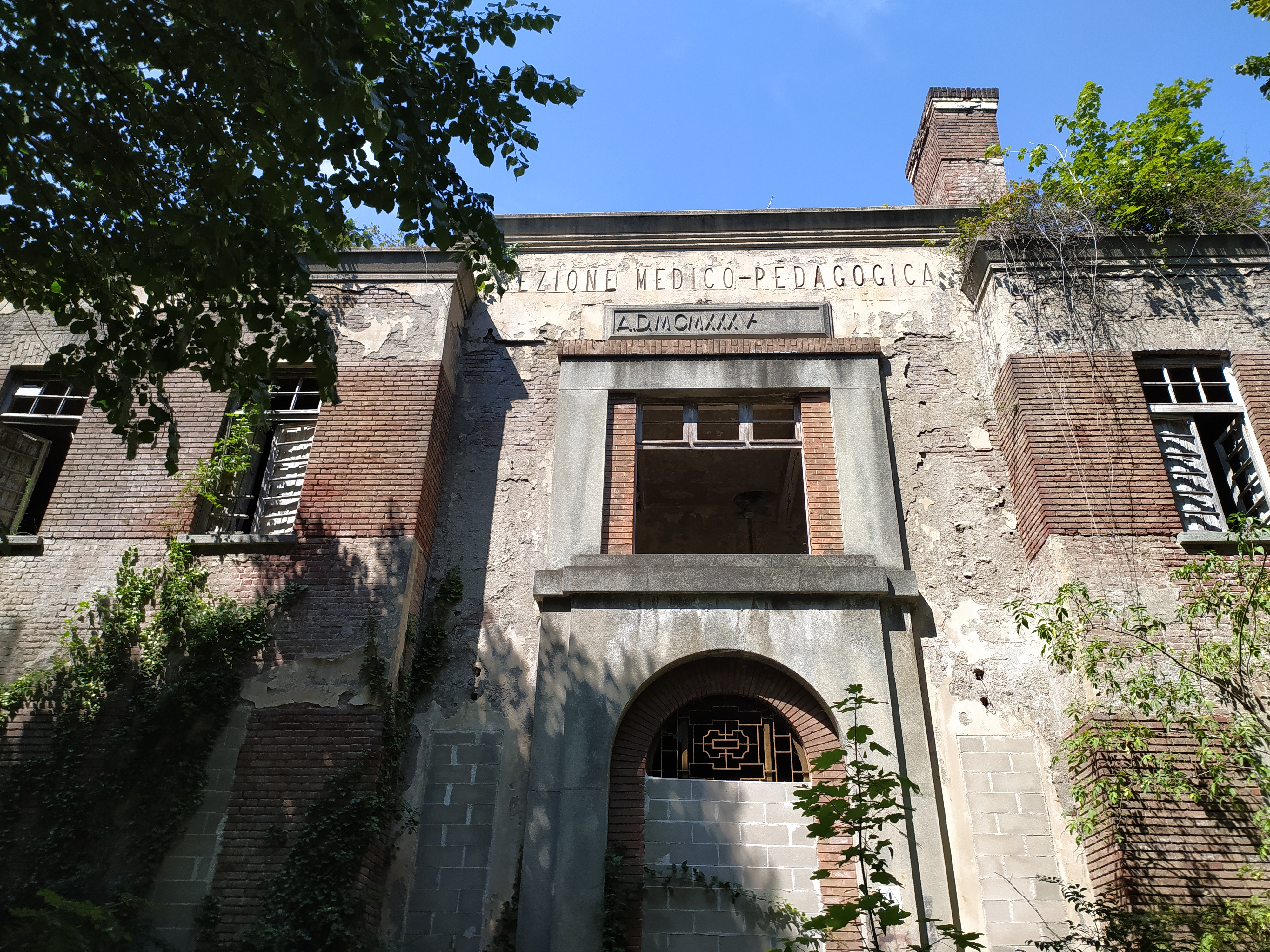
Villa Azzurra: ruderi odierni

Nato a Torino nel 1924 in una famiglia benestante, Giorgio Coda è il figlio unico di Carlo Coda, un piccolo industriale torinese che "regolava la vita della famiglia come se fosse una fabbrica" e di Alda Vacchieri. «A scuola Giorgio Coda eccelleva in condotta; quanto al profitto non era brillante, ma molto diligente. Qualche compagno lo ricorda sgobbone».

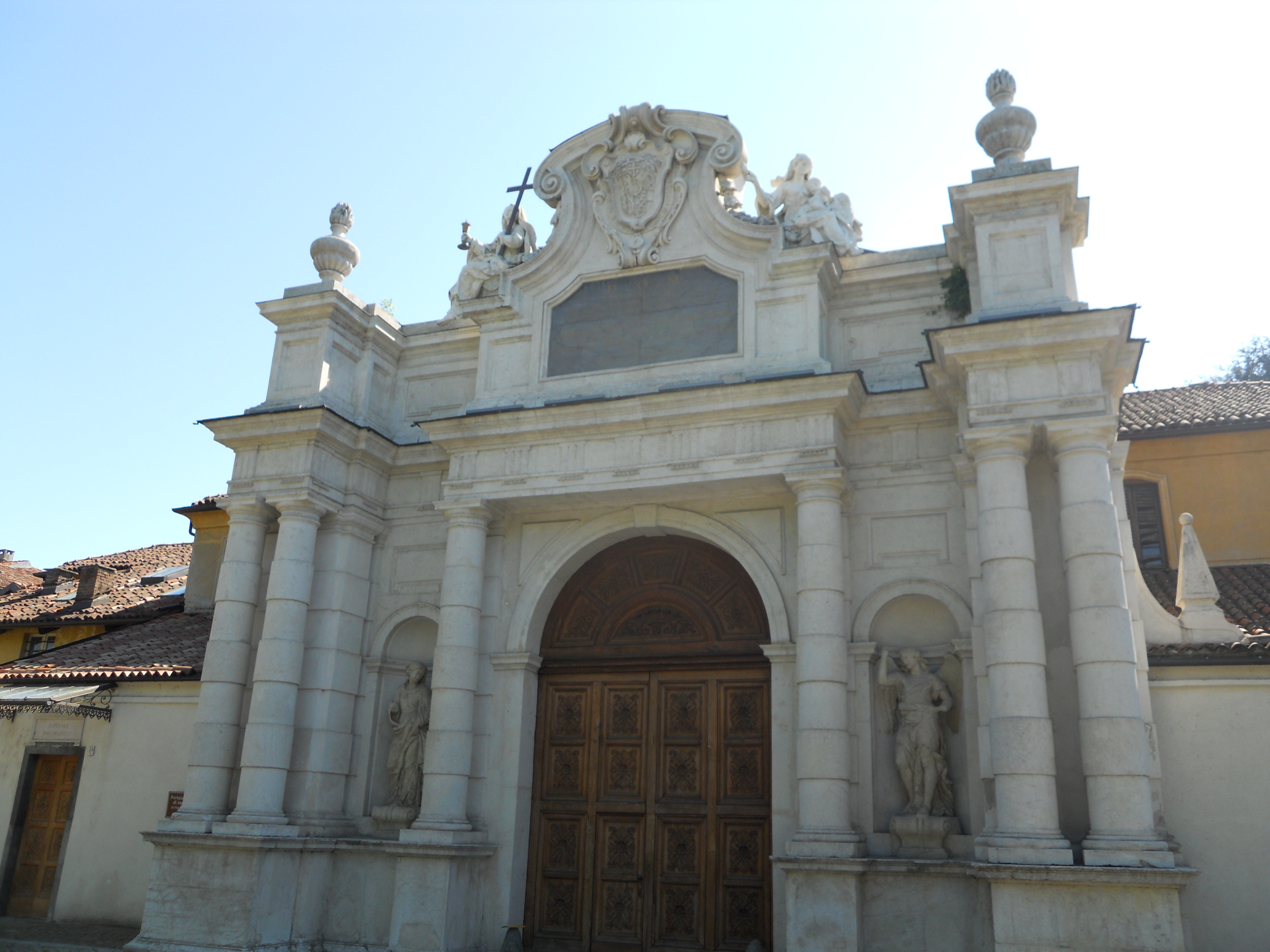
La Certosa reale di Collegno, sede dell'ospedale psichiatrico di Collegno fino alla fine degli anni '70

Nel 1943 Giorgio Coda si iscrive alla Facoltà di Medicina e Chirurgia dell'Università degli Studi di Torino e si laurea il 15 luglio 1948 con una tesi in antropologia criminale. Il 16 aprile 1955 sposa Giovanna Roviera. Dopo essere divenuto medico capo di sezione (equivalente all'odierno primario), il 3 aprile 1963 ottiene la libera docenza in psichiatria.
Il processo che lo vide come imputato nacque in seguito all'invio di un rapporto al Tribunale per i minorenni da parte dell'assistente sociale Maria Repaci del Centro di tutela minorile di Torino. Il rapporto riguardava i molteplici fatti di villa Azzurra.
Il 7 settembre 1970, Giorgio Coda viene incriminato per il reato di "abuso dei mezzi di correzione" e venne applicata l'amnistia (DPR n. 238 del 22 maggio 1970).
Il 14 dicembre 1970 il giudice istruttore ricevette un esposto dell'"Associazione per la lotta contro le malattie mentali", decisivo per far ripartire l'inchiesta e il processo. L'11 luglio 1974 arriva la sentenza dopo un lungo e drammatico dibattimento processuale e Coda è dichiarato "responsabile del reato ascritto limitatamente ai fatti relativi all'ospedale psichiatrico di Collegno"; il giudice del processo era Rodolfo Venditti. Successivamente, il difensore di Coda interpone appello contro la sentenza di primo grado.
In appello, la difesa di Coda sfruttò ciò che il giudice Rodolfo Venditti definì un "siluro", cioè una sorta di cavillo legale che fu forse tenuto nascosto in primo grado e che consisteva nel fatto che Giorgio Coda, in qualità di esperto, era stato giudice onorario del Tribunale per i minorenni di Torino e pertanto, in qualità di "giudice", non poteva essere giudicato nello stesso tribunale di cui era stato giudice. La scoperta di ciò portò in sostanza all'annullamento della sentenza ed all'allungamento dei tempi. In seguito, il giudizio passò alla Cassazione, ma i reati caddero in prescrizione e Coda non scontò mai nessuna pena.
Il 2 dicembre 1977, alle 18:30, quattro uomini facenti parte dell'organizzazione armata di estrema sinistra Prima Linea penetrano nell'appartamento di via Casalis 39, nel quartiere "bene" di Cit Turin, dove Coda effettuava visite private e, dopo averlo legato ad un termosifone e sottoposto a un breve "processo", gli sparano alle spalle e alle gambe . Gli viene lasciato addosso un cartello con su scritto: «Le vittime del proletariato non perdonano i loro torturatori» .

## Effetti
Il caso Coda ha scosso profondamente e fatto discutere l'opinione pubblica. Il dibattito che ne è scaturito ha portato alla cosiddetta Legge Basaglia (legge 13 maggio 1978 n. 180), che ha abolito i principali articoli della precedente legge (14 febbraio 1904, n. 36) e istituito il TSO (Trattamento sanitario obbligatorio), restringendo di molto il suo campo di applicazione e definendo procedure di controllo a più livelli per la sua attuazione.
In particolare, il provvedimento prevede l'intermediazione del sindaco e del giudice tutelare, la possibilità di richiedere la revoca o la modifica del TSO da parte di chiunque (anche del paziente stesso), la possibilità da parte di chiunque (anche del paziente stesso) di proporre "ricorso contro il provvedimento convalidato dal giudice tutelare", e la possibilità per il paziente di comunicare con chiunque durante il TSO. Il paziente ha anche diritto al cambio della struttura di cura.
Sebbene la legge non prevedesse esplicitamente che gli ospedali psichiatrici venissero chiusi, essa ha di fatto chiuso la maggior parte degli istituti psichiatrici in Italia, chiusura che è stata del tutto completata, seppur con fatica, nei decenni successivi.

## Nella cultura popolare
Il processo a Coda è stato rappresentato brevemente nel film La meglio gioventù di Marco Tullio Giordana.
La storia di Giorgio Coda e la sua vicenda giudiziaria è affrontata nel podcast "Arnesi. Bambini in manicomio" di Elisabetta Rasicci, Pasquale Formicola e Roberta Lippi edito da Storielibere per Audible.